# Экзон
Экзоны (от англ. EXpressed regiON — выражающий регион) — участки ДНК, копии которых составляют зрелую РНК.  По мнению некоторых исследователей экзоны соответствуют доменам (структурно автономным областям) в белке и являются первичными генетическими единицами, перекомбинация которых приводит к возникновению в ходе эволюции новых генов и соответственно новых белков. Экзоны чередуются в структуре гена с другими фрагментами — интронами. При альтернативном сплайсинге некоторые экзоны удаляются из зрелой РНК. 
Зрелая РНК может образоваться в результате: 
- удаления интронов из незрелой мРНК в процессе цис-сплайсинга
- объединения и лигирования двух или более незрелых мРНК в процессе транс-сплайсинга.

Зрелая РНК может кодировать полипептид (мРНК) или выполнять некодирующие функции (входить в состав рибосомы, рРНК или участвовать в трансляции в случае тРНК). В зависимости от контекста, экзон может соответствовать последовательности нуклеотидов и ДНК, и транскрипта РНК.